# Napastnica granchacońska
Napastnica granchacońska, żaba Budgetta (Lepidobatrachus laevis) – gatunek płaza bezogonowego z rodziny Ceratophryidae osiągający długość 10,0 cm. Cechuje się wyjątkowo dużą głową, a także bardzo szeroką szczęką pozwalającą mu na połykanie dużych bezkręgowców, którymi się żywi. Występuje w krainie geograficznej Gran Chaco w Ameryce Południowej, gdzie zasiedla okresowe zbiorniki wodne powstające podczas letnich opadów deszczu. Po wyschnięciu zbiorników zakopuje się w ziemi, do nadejścia pory deszczowej, gdzie chroniona jest przez kokon wytworzony ze skóry. Rozmnaża się od października do lutego, a zarodki charakteryzują się bardzo szybkim rozwojem. Gatunek najmniejszej troski (LC) w związku z szerokim zasięgiem występowania i dużą populacją. Napastnica granchacońska jest znana w internecie jako Wednesday frog w związku z memem, którego jest bohaterką.

## Taksonomia
Gatunek po raz pierwszy opisał w 1899 roku brytyjski herpetolog John Samuel Budgett. Opis ukazał się w czasopiśmie Quarterly Journal of Microscopical Science. Jako miejsce typowe odłowu holotypu Budgett wskazał „paragwajskie Chaco” (ang. Paraguayan Chaco). Holotypem była dorosła samica o długości 80 mm odłowiona przez Budgetta w 1899 roku.
Według badań przeprowadzonych przez Faivovicha i współpracowników L. laevis jest taksonem siostrzanym dla L. llanensis.

### Etymologia
- Lepidobatrachus: łac. lepidus uroczy, elegancki, od lepos, leporis urok; βατραχος batrakhos „żaba”[9].
- laevis: łac. levis (błędnie laevis) „gładki”[9].

## Wygląd
Jest to duży wodny płaz o mocno zbudowanym ciele spłaszczonym grzbietobrzusznie. Długość od czubka pyska do otworu kloaki wynosi 10,0 cm u samic, samce osiągają natomiast zazwyczaj połowę tej długości. U obu płci głowa jest duża i krępa i stanowi mniej więcej 1/3 długości całego ciała, obecna jest również bardzo szeroka szczęka. Na górnej szczęce znajdują się duże zęby, na żuchwie obecne są natomiast 2 kły umieszczone w jej środkowej części. Nozdrza i oczy umieszczone są na grzbietowej części ciała, źrenice mają kształt romboidalny. Obecna jest również wyraźnie zaznaczona błona bębenkowa. Kończyny przednie i tylne krótkie. Palce u stóp spięte dobrze rozwiniętą błoną pławną, której brak u palców dłoni. Na śródstopiu znajduje się także czarny guzek w kształcie szpadla. Skóra raczej gładka, z wyjątkiem dwóch linii gruczołów na plecach, które są wyraźnie zaznaczone i tworzą literę V zwężającą się ku głowie. Grzbiet ma barwę od ciemnozielonej do szarej, obecne są natomiast czarne plamy, otoczone kolorem pomarańczowym, które są bardziej widoczne w bocznych częściach ciała. Brzuszna część ciała biała lub kremowa, brak znakowań. Dojrzałe płciowo samce posiadają niebieskoczarne gardło.

## Zasięg występowania, siedliska i zachowania
Występuje w krainie geograficznej Gran Chaco w Ameryce Południowej na wysokościach bezwzględnych 0–800 m n.p.m., m.in. w argentyńskich prowincjach Chaco, Cordoba, Corrientes, paragwajskich departamentach Górny Paragwaj, Boqueron, Presidente Hayes czy boliwijskich departamentach Tarija i Santa Cruz.
Zasiedla okresowe zbiorniki wodne nazywane „pozos”, które powstają podczas letnich opadów deszczu od października do lutego. Po wyschnięciu zbiorników płazy te zagrzebują się w miękkim błocie, używając dużych guzków na kończynach tylnych. Zagrzebane płazy wytwarzają kokon stworzony z warstw skóry niezrzuconej podczas linienia. Kokon chroni płaza przed nadmierną utratą wody. Obfite opady deszczu w październiku stymulują wygrzebywanie się płazów na powierzchnię ziemi.
Zaatakowana napastnica nadyma się i staje na wyprostowanych kończynach, dzięki czemu wygląda na większą. Jeżeli strategia ta nie zniechęci drapieżnika, L. laevis zaczyna gryźć, rzucać się na agresora i wydawać przeszywający krzyk, z powodu którego w języku guarani nazywana jest ‘kukurú-chiní’, czyli wrzeszczącą żabą.

## Pożywienie
Napastnica granchacońska poluje z zasadzki w porach nocnych. Płaz pozostaje nieruchomo zanurzony w wodzie wśród roślinności, z wystającymi jedynie oczami i nozdrzami. Jeżeli ofiara podpłynie wystarczająco blisko, płaz chwyta ją za pomocą bardzo silnych szczęk. Gatunek ten żywi się dużymi owadami i ślimakami, w czym pomagają mu szerokie szczęki.

## Rozmnażanie i rozwój
Do rozrodu dochodzi w okresowych zbiornikach wodnych od października do lutego. Samica składa około 1400 jaj. Zarodki rozwijają się wyjątkowo szybko, co spowodowane jest szybkim wyschnięciem zbiornika. Kijanki są aktywnymi drapieżnikami, a ich szczęki przypominają anatomicznie szczęki dorosłych osobników. Pożywiać zaczynają się tuż po wykluciu, a ich szeroki rozdziawiony otwór gębowy pozwala na połknięcie ofiary w całości. Dochodzi wśród nich do aktów kanibalizmu.

## Status
Gatunek najmniejszej troski (LC) w związku ze stosunkowo szerokim zasięgiem występowania i dużą populacją o stabilnym rozmiarze. Lokalnym populacjom zagrażać mogą pożary oraz nadmierny wypas trzody. Gatunek ten sprzedawany jest jako zwierzę domowe, handel ten nie zagraża natomiast jego populacji.

## L. laevisw kulturze, gospodarce i nauce
Napastnica granchacońska jest bohaterem mema ‘it is Wednesday, my dudes’, dzięki któremu znana jest w internecie jako Wednesday Frog. Płaz ten hodowany jest również jako zwierzę domowe. W niewoli karmiony powinien być różnorodnym pokarmem, w którego skład wchodzą m.in. karaczany, duże świerszcze, dżdżownice, ryby, oseski mysie. Napastnica granchacońska trzymana jest w akwaterrarium o minimalnej zalecanej pojemności 40 litrów w temperaturze 25–29 °C w ciągu dnia (w nocy niższa). Ponadto gatunek ten jest coraz częściej używany jako organizm modelowy w badaniach organogenezy, regeneracji, a także ewolucji.